# Tim Eriksen

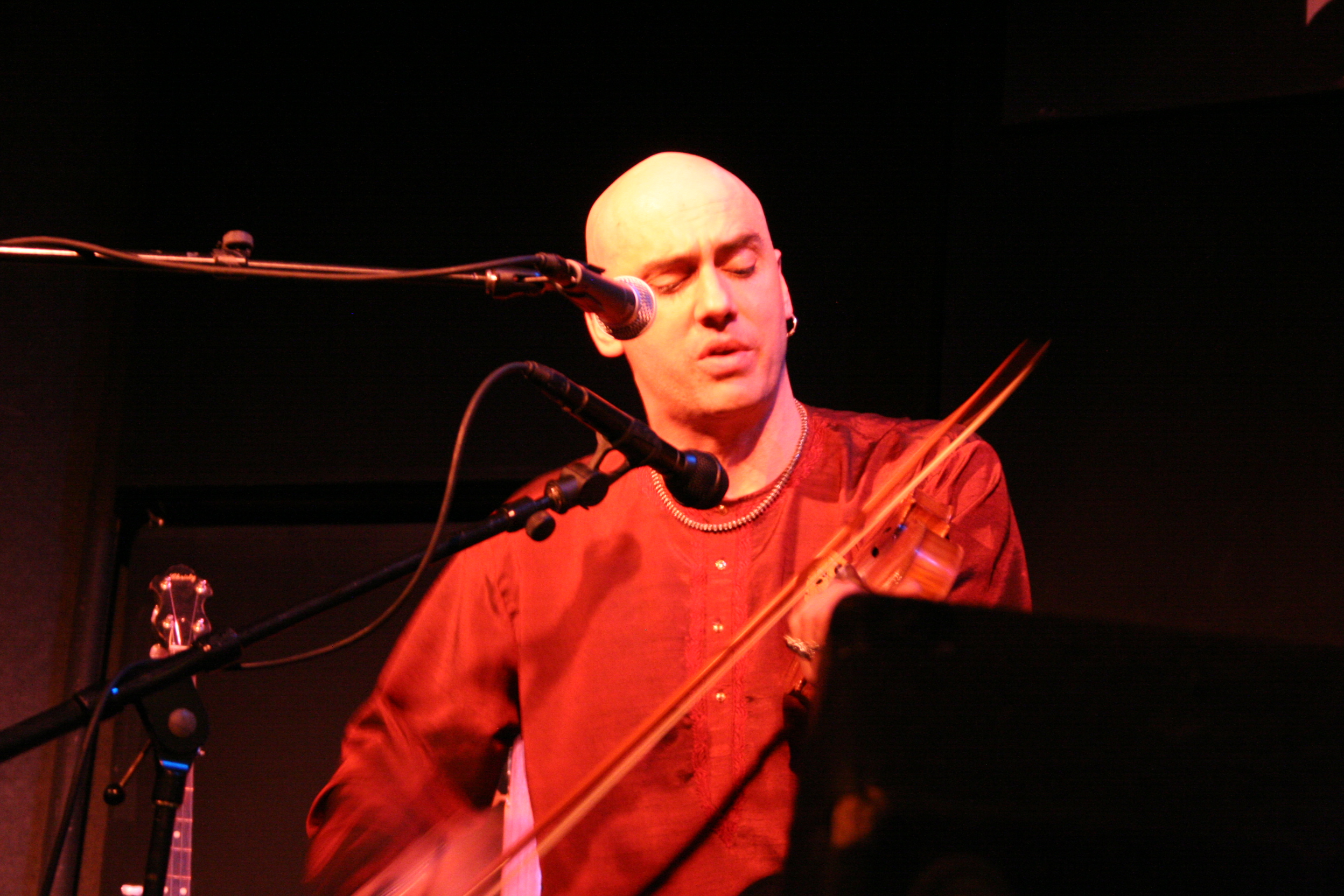
Tim Eriksen

Tim Eriksen (* 1966) ist ein US-amerikanischer Musiker, Musikwissenschaftler und Professor. Er ist der Kopf der Band Cordelia’s Dad, Solokünstler, Berater und Musiker bei dem preisgekrönten Soundtrack des Films Unterwegs nach Cold Mountain.

## Cordelias Dad
Cordelias Dad kombiniert Einflüsse aus Old-Time Music und Punkrock, um einen einzigartigen Sound zu kreieren. The Village Voice beschreibt die Band als „semi-reformed punks turned shape-note singers [...] recently gone entirely acoustic, but buzzing with metaphorical electricity“. Die Band hat bereits neun Alben veröffentlicht, Auftritte bei namhaften Festivals absolviert, wie zum Beispiel beim The Newport Folk Festival, und tourte auch mit bekannten Bands wie Nirvana, Uncle Tupelo und Weezer.

## Musikwissenschaftler
Eriksen ist Doktor der Philosophie, Doktorand der Musikethnologie an der Wesleyan University und hielt als Musikprofessor Vorlesungen am Dartmouth College, Amherst College, Hampshire College und der University of Minnesota. Er unterrichtete auch in Polen und Tschechien. Tim Eriksen ist Sammler vieler Variationen von Folksongs und Erforscher traditioneller Musik Jugoslawiens. Eriksen trug sein umfassendes Folkmusik-Wissen auch als Berater des Soundtracks zum Film Cold Mountain bei.

## Solokünstler
Auf dem Cold-Mountain-Soundtrack sang Eriksen zusammen mit Riley Baugus traditionelle Lieder wie I Wish My Baby Was Born und The Cuckoo. Er war Teil der The Great High Mountain Tour, welche die traditionelle Musik von Cold Mountain und O Brother, Where Art Thou? präsentierte.
Eriksen veröffentlichte auch zwei Soloalben, Tim Eriksen und Every Sound Below. Eine Rezension von Every Sound Below in Pop Matters beschrieb das Album als „stunning mixture of traditional hymns, songs from the American Civil War, and Eriksen’s own compositions“.
Der die Sacred-Harp-Dokumentation Awake, My Soul begleitende Soundtrack Help Me to Sing: Songs of the Sacred Harp beinhaltet einen Song von Eriksen und einen von Cordelia’s Dad. Das Paste Magazine beschrieb Eriksens Darbietung der Sacred-Harp-Lieder bei einem Konzert in Atlanta als „stand-out“ und befand, Eriksen „was best at adapting the raw power of Sacred Harp to his own arrangements“.
Eriksen war auch Gast bei der Radioshow A Prarie Home Companion, wo er den traditionellen Folksong O, Death aufführte.